# عبد الرقيب (اسم)
عبد الرقيب اسم عربي يطلق على الذكور، وهو مستخدم في العهد الحديث كإسم وكلقب. وهو مكون من جزأين «عبد» و «الرقيب». الرقيب وهي اسم من اسماء الله الحسنى المذكورة في القرآن الكريم.   